# Sère (écologie)
Pour les articles homonymes, voir sère.

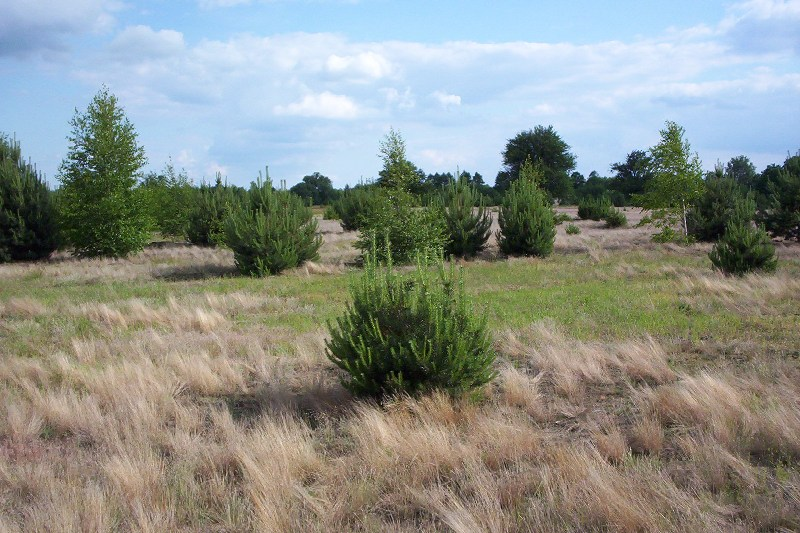
La recolonisation d'un milieu perturbé passe par différents stades. Ici, le boisement par des essences pionnières commence à gagner sur la strate herbacée.

Une sère est un des stades successionnels donnés d'une série de communautés végétales ou animales depuis les stades pionniers, les stades intermédiaires jusqu'à la formation climax. La séquence complète des stades d'une succession s'appelle une série ou sère.
Selon le substrat et le climat, on distingue l'hydrosère, la lithosère, la psammosère, la xérosère, l'halosère.